# Union sportive olympique Athis-Mons
L'Union sportive olympique Athis-Mons - section basket-ball  est un club français de basket-ball basé à Athis-Mons et fondé en 1936 par André GRANGIER. Il a évolué en Nationale 2 (3e division nationale à l'époque) pendant quelques années.

## Historique
La section basket-ball dépend d'une association omnisports fondée en novembre 1919 à Athis-Mons, dénommée  Union sportive olympique d'Athis-Mons, qui dénombre une quinzaine de sections.
Le club a évolué en Nationale 2 pendant quelques années. Le club se classe 7e avec 12 victoires pour 14 défaites en 1989-1990, 3e avec 15 victoires pour 9 défaites en 1990-1991, 2e avec 17 victoires pour 9 défaites en 1991-1992, 12e avec 10 victoires pour 16 défaites en 1992-1993, 7e avec 14 victoires pour autant de défaites en 1993-1994. Le club ne repart pas en Nationale 2 pour la saison 1994-1995 pour cause de difficultés financières.   

### Joueurs célèbres ou marquants
- Sébastien Lafargue (1993-1994)
- Pascal Thibaud (-1994)

### Salle
Le club joue au gymnase Pierre de Coubertin, place du maréchal de Lattre de Tassigny à Athis-Mons.